# Mytilina carpatica
Mytilina carpatica är en hjuldjursart som beskrevs av Zoltan Varga 1962. Mytilina carpatica ingår i släktet Mytilina och familjen Mytilinidae. Inga underarter finns listade i Catalogue of Life.